# Giltner (Nebraska)
Giltner je selo u američkoj saveznoj državi Nebraska. Prema popisu stanovništva iz 2010. u njemu je živjelo 352 stanovnika.